# Miletus medocus
Miletus medocus är en fjärilsart som beskrevs av Hans Fruhstorfer 1908. Miletus medocus ingår i släktet Miletus och familjen juvelvingar. Inga underarter finns listade i Catalogue of Life.